# Megalodacne fasciata
Megalodacne fasciata  (лат.) — один из двух неарктических видов жуков-грибовиков рода Megalodacne.

## Распространение
Обитают в Северной Америке.

## Описание
Жук длиной от 9 до 15 мм. Megalodacne heros больше Megalodacne fasciata.